# Premio Kalevi Jäntti
El Premio Kalevi Jäntti es un premio literario entregado anualmente por la fundación Kalevi Jäntti a jóvenes escritores cuya cuantía es de 14.700 euros (2005).
El director general de la editorial Werner Söderström Oy, Jalmari Jäntti  y su esposa Hildur Jäntti crearon en 1942 la fundación para honrar la memoria de su hijo Kalevi, prematuramente fallecido. El objetivo de la fundación es apoyar y alentar jóvenes escritores.

## Ganadores
| Año  | Escritor                                                               | Obra                                                                                     |
| ---- | ---------------------------------------------------------------------- | ---------------------------------------------------------------------------------------- |
| 2007 | Vesa Haapala Taina Latvala Antti Nylén Olli Sinivaara Sinikka Vuola    | Vantaa Arvostelukappale Vihan ja katkeruuden esseet Palava maa Orkesteri jota emme kuule |
| 2006 | Tuuve Aro Marianna Kurtto Markku Pääskynen Eino Santanen Jarkko Tontti | Merkki Eksyneitten valtakunta Vihan päivä Merihevonen kääntää kylkeään Vuosikirja        |
| 2005 | Tuomas Kyrö Risto Oikarinen                                            | Liitto Puupuhaltaja                                                                      |
| 2004 | Mikko Rimminen Aki Salmela                                             | Pussikaljaromaani Sanomattomia lehtiä                                                    |
| 2003 | Juha Itkonen                                                           | Myöhempien aikojen pyhiä                                                                 |
| 2002 | Ranya ElRamly Petri Tamminen                                           | Auringon asema Piiloutujan maa                                                           |
| 2001 | Jari Järvelä Saila Susiluoto                                           | Veden paino Siivekkäät ja hännäkkäät                                                     |
| 2000 | Asko Sahlberg                                                          | Pimeän ääni                                                                              |
| 1999 | Marko Leino                                                            | Miehen tehtävä                                                                           |
| 1998 | Ilkka Remes                                                            | Pääkallokehrääjä                                                                         |
| 1997 | Kreetta Onkeli                                                         | Ilonen Talo                                                                              |
| 1996 | Tomi Kontio Annukka Peura Jari Ehrnrooth                               | Uumen Erotus Asentoja (tunnustuspalkinto)                                                |
| 1995 | Jyrki Kiiskinen                                                        | Suomies                                                                                  |
| 1994 | Kaj Kalin Hannu Raittila                                               | Veressä Pakosarja                                                                        |
| 1993 | Jari Tervo Maarit Verronen                                             | Pohjanhovi Älä maksa lautturille                                                         |
| 1992 | Anne Hänninen Leena Lander                                             | Hedelmäntäysi Tummien perhosten koti                                                     |
| 1991 | Tiina Kaila                                                            | Bruno                                                                                    |
| 1990 | Satu Salminiitty Petter Sairanen                                       | Raottuvien ovien valo Sähköllä valaistu talo                                             |
| 1989 | Kari Hotakainen Timo Pusa                                              | Runokirja Tatuoitu sydän                                                                 |
| 1988 | Juha Seppälä Ilkka Pitkänen                                            | Taivaanranta Soutaja (tunnustuspalkinto)                                                 |
| 1987 | Tiina Kaila Rosa Liksom                                                | Valon nälkä Yhden yön pysäkki ja Unohdettu vartti                                        |
| 1986 | Joni Skiftesvik                                                        | Tuulen poika                                                                             |
| 1985 | no entregado                                                           |                                                                                          |
| 1984 | Olli Jalonen                                                           | Hotelli eläville                                                                         |
| 1983 | Raija Siekkinen Ilpo Tiihonen                                          | Tuomitut Eroikka                                                                         |
| 1982 | Antti Jalava                                                           | Asfalttikukka                                                                            |
| 1981 | Annika Idström Harri Sirola                                            | Sinitaivas Abiturientti                                                                  |
| 1980 | no entregado                                                           |                                                                                          |
| 1979 | Jorma Eronen Arto Melleri                                              | Uigur Schlaageriseppele                                                                  |
| 1978 | Hannu Aho Matti Pulkkinen                                              | Saara Ja pesäpuu itki                                                                    |
| 1977 | no entregado                                                           |                                                                                          |
| 1976 | Helinä Siikala                                                         | Kenellä on kotinsa kaukana                                                               |
| 1975 | Leena Krohn                                                            | Viimeinen kesävieras                                                                     |
| 1974 | Heikki Turunen                                                         | Simpauttaja                                                                              |
| 1973 | Kristiina Pelto-Timperi Merja Huttunen                                 | Syreenikiitäjä ja Tule se päivä Hello love                                               |
| 1972 | no entregado                                                           |                                                                                          |
| 1971 | Lassi Sinkkonen                                                        | Sumuruisku ja Solveigin laulu                                                            |
| 1970 | no entregado                                                           |                                                                                          |
| 1969 | Juhani Peltonen                                                        | Päivän sankari                                                                           |
| 1968 | Jorma Ranivaara Lauri Immonen                                          | Vanha Rahikainen ja valkoinen Iljušin Unohdettujen rintama                               |
| 1967 | no entregado                                                           |                                                                                          |
| 1966 | Iikka Vuotila                                                          | Paljon haltiaksi                                                                         |
| 1965 | Pentti Fabritius Marja-Leena Mikkola                                   | Sammalen alta Tyttö kuin kitara                                                          |
| 1964 | no entregado                                                           |                                                                                          |
| 1963 | Harri Tapper                                                           | Kirkonrakentajaveljekset                                                                 |
| 1962 | Väinö Kirstinä Pentti Koistinen                                        | Lakeus Huomenta kaupunki                                                                 |
| 1961 | Harri Kaasalainen                                                      | Simultaani                                                                               |
| 1960 | Martti Joenpolvi                                                       | Kevään kuusi päivää                                                                      |
| 1959 | Pentti Saarikoski                                                      | Toisia runoja                                                                            |
| 1958 | Satu Waltari                                                           | Haikeat liekit                                                                           |
| 1957 | no entregado                                                           |                                                                                          |
| 1956 | Paavo Rintala                                                          | Rikas ja köyhä                                                                           |
| 1955 | Martti Palkispää                                                       | Nappaslieriäiset                                                                         |
| 1954 | Kirsi Kunnas                                                           | Tuuli nousee                                                                             |
| 1953 | Marko Tapio                                                            | Lasinen pyykkilauta                                                                      |
| 1952 | Eeva Joenpelto                                                         | Veljen varjo                                                                             |
| 1951 | Veikko Huovinen                                                        | Hirri                                                                                    |
| 1950 | Helvi Juvonen                                                          | Kääpiöpuu                                                                                |
| 1949 | Väinö Linna                                                            | Päämäärä ja Musta rakkaus                                                                |
| 1948 | Lauri Viita                                                            | Betonimylläri                                                                            |
| 1947 | Aila Meriluoto                                                         | Lasimaalaus                                                                              |
| 1946 | Eila Kivikk'aho                                                        | Sinikallio ja Viuhkalaulu                                                                |
| 1945 | Eila Pennanen                                                          | Kaadetut pihlajat                                                                        |
| 1944 | Olavi Siippainen                                                       | Nuoruus sumussa, Loppuun saakka ja Suuntana läntinen                                     |
| 1943 | Oiva Paloheimo                                                         | Levoton lapsuus                                                                          |
| 1942 | Tatu Vaaskivi                                                          | Yksinvaltias                                                                             |

[actualizar]
- Datos: Q2669431